# Akin Atalay
Akın Atalay es un abogado y empresario turco. Director general del diario Cumhuriyet, uno de los periódicos más vendidos de Turquía, es también vicepresidente de la Fundación Cumhuriyet. Ha estado asociado con Cumhuriyet desde 1992 como asesor legal, abogado y miembro de su junta directiva.

## Biografía
Atalay fue arrestado en noviembre de 2016 a raíz del intento de golpe de Estado de 2016 y acusado él y su periódico de apoyar al PKK y al movimiento Gülen. El arresto de Atalay fue posterior a la detención del editor jefe de Cumhuriyet, Murat Sabuncu, el 31 de octubre de 2016 y de otros ocho empleados del diario. Según la agencia estatal de noticias Anadolu, Atalay también iba a ser arrestado, pero en ese momento se encontraba en Colonia. A su regreso, el 12 de noviembre de 2016 fue detenido en el Aeropuerto Internacional Atatürk de Estambul. El fiscal turco acusó al periódico Cumhuriyet de apoyar al Partido de los Trabajadores de Kurdistán (PKK) y al movimiento del predicador Fethullah Gülen.
El 10 de abril de 2018, un tribunal de primera instancia condenó a Atalay, al editor jefe Murat Sabuncu y al periodista Ahmet Şık "por apoyar a organizaciones terroristas". Atalay fue condenado a más de ocho años de prisión, Sabuncu y Sik, a siete años y medio cada uno.